# الغزو الصفوي لشروان
كان فتح شروان أول حملة لإسماعيل الصفوي زعيم الطريقة الصفوية. في أواخر عام 1500، زحف إسماعيل إلى شروان، وعلى الرغم من التفوق العددي الكبير، تمكن من هزيمة الشيرفانشاه فاروخ يسار بشكل حاسم في معركة ضارية قُتل فيها الأخير وجيشه بأكمله. أدى الغزو إلى الإطاحة بسلالة شروانشاه كحكام مستقلين، الذين حكموا أجزاء كبيرة من القوقاز لعدة قرون، ودمج منطقتهم.

## الخلفية والحرب
قُتل والد إسماعيل، الشيخ حيدر وجده الشيخ جنيد، في معركة على يد حكام شروان عامي 1460 و1488 على التوالي. في صيف عام 1500، حشد إسماعيل قوة قوامها 7,000 جندي من قوات القزلباش في أرزنجان تتكون من قبائل أوستاجلو وشاملو وروملو وتيكيلو وأفشار وقاجار وفرسك. قام بنهب مسخيتي قبل وقت قصير من بدء هجومه الذي أشار الى ضعف الممالك الجورجية المجزأة. وفي الوقت نفسه، حث الملكين الجورجيين قسطنطين الثاني وألكسندر الأول من كارتلي وكاخيتي، على مهاجمة الممتلكات العثمانية بالقرب من تبريز، على وعد بإلغاء الجزية التي اضطر قسطنطين إلى دفعها إلى الآق قويونلو بعد أن استولوا على تبريز. في ديسمبر 1500، وبقصد الانتقام لأسلافه المقتولين، عبر إسماعيل نهر كورا إلى شروان بقوته التي تبلغ حوالي 7,000 جندي، وهزم فاروخ يسار ، ملك شيروان الحالي آنذاك، وجيشه البالغ قوامه 27,000 جندي بشكل حاسم وقتله في معركة ضارية بالقرب من عاصمة شيرفانشاه شماخى، أو في جولستان (كلستان (جورانبوي) ، ناغورنو كاراباخ). ثم سار بعد ذلك للوصول إلى ساحل بحر قزوين، واستولى على باكو.

## ما بعد المعركة
بهذا الانتصار، أطاح إسماعيل بالشيرفانشاه، ونجح في توسيع نطاق سيطرته. وبعد الغزو، أمر إسماعيل ألكسندر الأول ملك كاخيتي بإرسال ابنه ديميتر إلى شروان للتفاوض على اتفاق سلام. سمح إسماعيل لعائلة شيرفانشاه بالبقاء في السلطة في شيرفان لعدة سنوات أخرى، تحت السيادة الصفوية. في عام 1538، في عهد خليفة إسماعيل وابنه، طهماسب الأول (حكم من 1524 إلى 1576)، أزاح الصفويون عائلة شيروانشاه تمامًا من السلطة، وحولوا شيروان إلى مقاطعة تعمل بكامل طاقتها ويحكمها مسؤولون معينون.
أثار انتصار إسماعيل قلق حاكم آق قويونلو الوند الذي تقدم بعد ذلك شمالًا من تبريز، وعبر نهر آراس لتحدي القوات الصفوية، ودارت معركة ضارية في شرور خرج فيها جيش إسماعيل منتصرًا على الرغم من تفوقه عدديا بأربعة إلى واحد. بعد احتلال تبريز ونخجوان في نهاية المطاف، نقض إسماعيل عهده الذي وعده لقسطنطين، وجعل مملكتي كارتلي وكاخيتي تابعتين له. وفي تبريز أعلن قيام الدولة الصفوية وأعلن نفسه ملكًا (شاه).

## ثبت المراجع
- Fisher، William Bayne؛ Avery، P.؛ Hambly، G. R. G؛ Melville، C. (1986). The Cambridge History of Iran. Cambridge: مطبعة جامعة كامبريدج. ج. 6. ISBN:978-0521200943. مؤرشف من الأصل في 2022-11-18.
- Rayfield، Donald (2012). Edge of Empires: A History of Georgia. Reaktion Books. ISBN:978-1780230702.
- Roy، Kaushik (2014). Military Transition in Early Modern Asia, 1400-1750: Cavalry, Guns, Government and Ships. Bloomsbury Publishing. ISBN:978-1780938004.
- Savory, Roger M.; Karamustafa, Ahmet T. (1998). "ESMĀʿĪL I ṢAFAWĪ". Welcome to Encyclopaedia Iranica. Encyclopaedia Iranica, Vol. VIII, Fasc. 6 (بالإنجليزية الأمريكية). pp. 628–636. Archived from the original on 2024-01-06. Retrieved 2024-05-01.
- Sicker، Martin (2000). The Islamic World in Ascendancy: From the Arab Conquests to the Siege of Vienna. Greenwood Publishing Group. ISBN:978-0275968922.